# Kalt-Loch-Bräu
Die Kalt-Loch-Bräu GmbH war eine Brauerei in Miltenberg in Unterfranken.
Die Brauerei wurde 1580 gegründet und galt als ältestes Brauhaus in Miltenberg. Sie war bis zum Schluss im Familienbesitz und wurde von 1995 bis 2010 von den Brüdern Axel und Markus Schohe geleitet. Zu deren Angebot zählten nebst zahlreichen Bierspezialitäten auch alkoholfreie Getränke, inklusive Tafelwasser aus der eigenen Quelle.
Am 24. November 2009 kaufte die Brauerei Eder & Heylands aus Großostheim die Markenrechte der Kalt-Loch-Bräu, die Ende März 2010 ihren Betrieb einstellte.